# Zoutleeuw
Zoutleeuw (holandská výslovnost: [ʌzʌu̯tˈleːu], francouzsky: Léau) je obec a město v Hagelandu, na východě belgické provincie Vlámský Brabant. K 1. lednu 2006 měla obec 7 947 obyvatel. Celková rozloha je 46,73 km², což dává hustotu obyvatelstva 170 obyvatel na km². Město leží na řece Malá Gete, přítoku řeky Gete. Jméno Leeuw znamená „lev“, ke kterému se od 16. století přidává "Zout" (sůl) jako uznání práva města vybírat daň ze soli.

## Historie

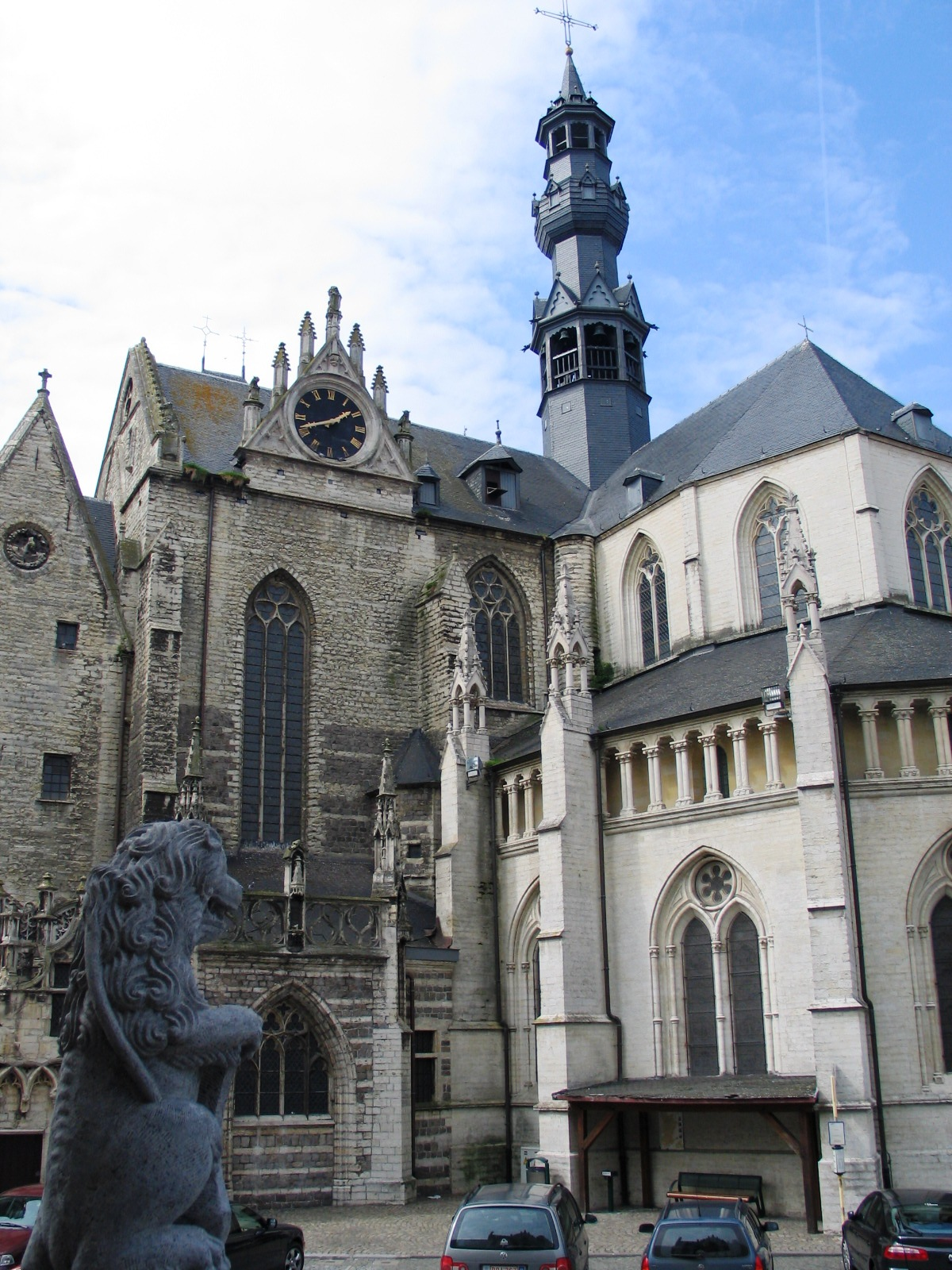
Kostel Svatého Leonarda, Zoutleeuw

Zoutleeuw leží na důležité obchodní cestě, která od 12. století spojovala Bruggy a Kolín nad Rýnem. První městské opevnění bylo postaveno kolem roku 1130. V roce 1312 se Zoutleeuw stal jedním ze sedmi svobodných měst vévodství Brabant a bylo známé svou výrobou sukna. Město od vévodů z Brabantu dostalo řadu privilegií. Na oplátku mělo povinnost bránit území před útoky nájezdníků. Proto bylo kolem roku 1330 postaveno druhé městské opevnění.
Konkurence anglického textilního průmyslu a rozmach průmyslu v Tienenu jako nového obchodního centra vedly v 15. a 16. století k hospodářskému úpadku města. Zoutleeuw nebyl poškozen obrazoborectvím v 16. století jako jiná nizozemská města. Nijak neutrpělo ani francouzskou vládou v 15. století. Bylo těžce zasaženo epidemií moru a později škody městu také způsobili ubytovaní španělští vojáci.
Ani citadela postavená na jižní straně města nemohla Zoutleeuw zachránit před ozbrojeným konfliktem. K zabezpečení území byly zaplaveny velké oblasti, což vedlo k chudobě a nemocem. Tři velké požáry v 17. století zničily více než sto domů ve městě.
V letech 1678 a 1701 byl Zoutleeuw obsazen vojáky Ludvíka XIV. V roce 1705 se Zoutleeuw dostal pod vládu Rakouska a pro město nastalo klidnější období.
Svůj význam jako základna proti útokům z Lutychu ztratil Zoutleeuw po roce 1795, po bylo biskupské knížectví Lutych připojeno k Francii a v letech 1815 -1830 se stalo součástí Spojeného království nizozemského. Poté, co Belgie získala nezávislost, Zoutleeuw ztratil svá městská práva a získal je zpět až v roce 1985.
Zoutleeuw je sice malé město, ale jeho architektonické dědictví stále svědčí o jeho kdysi důležité roli. Díky své poloze mezi Hespengau a Hageland je dnes Zoutleeuw magnetem pro turisty.